# WTA Tour Championships 2007
Il WTA Tour Championships 2007 (conosciuto anche come Sony Ericsson Championships) è stato un torneo di tennis che si è giocato a Madrid, in Spagna dal 6 all'11 novembre su campi in cemento. È stata la 37ª edizione del torneo di fine anno di singolare, la 32a del torneo di doppio. Il Masters femminile ha visto in campo le migliori otto giocatrici della stagione.

## Qualificate

### Singolare
| Qualificate singolare (29 ottobre 2007) | Qualificate singolare (29 ottobre 2007) | Qualificate singolare (29 ottobre 2007) | Qualificate singolare (29 ottobre 2007) | Qualificate singolare (29 ottobre 2007) |
| Ranking                                 | Nome                                    | Punti                                   | Tornei                                  |                                         |
| --------------------------------------- | --------------------------------------- | --------------------------------------- | --------------------------------------- | --------------------------------------- |
| 1                                       | Justine Henin (BEL)                     | 5,405                                   | 13                                      |                                         |
| 2                                       | Jelena Janković (SRB)                   | 4,097                                   | 27                                      |                                         |
| 3                                       | Svetlana Kuznecova (RUS)                | 3,691                                   | 18                                      |                                         |
| 4                                       | Ana Ivanović (SRB)                      | 3,163                                   | 19                                      |                                         |
| 5                                       | Serena Williams (USA)                   | 2,767                                   | 11                                      |                                         |
| 6                                       | Anna Čakvetadze (RUS)                   | 2,698                                   | 21                                      |                                         |
| 7                                       | Venus Williams (USA)                    | 2,470                                   | 13                                      |                                         |
| 8                                       | Daniela Hantuchová (SVK)                | 2,431                                   | 26                                      |                                         |
| 8                                       | Marija Šarapova (RUS)                   | 2,431                                   | 12                                      |                                         |

### Doppio
| Qualificate doppio (22 October 2007) | Qualificate doppio (22 October 2007)         | Qualificate doppio (22 October 2007) | Qualificate doppio (22 October 2007) | Qualificate doppio (22 October 2007) |
| Ranking                              | Nome                                         | Punti                                | Tornei                               |                                      |
| ------------------------------------ | -------------------------------------------- | ------------------------------------ | ------------------------------------ | ------------------------------------ |
| 1                                    | Cara Black (ZIM) & Liezel Huber (USA)        | 6,375                                | 21                                   |                                      |
| 2                                    | Lisa Raymond (USA) & Samantha Stosur (AUS)   | 3,628                                | 13                                   |                                      |
| 3                                    | Chan Yung-jan (TPE) & Chuang Chia-jung (TPE) | 3,146                                | 13                                   |                                      |
| 4                                    | Ai Sugiyama (JPN) & Katarina Srebotnik (SLO) | 2,622                                | 10                                   |                                      |
| 5                                    | Květa Peschke (CZE) & Rennae Stubbs (AUS)    | 2,537                                | 13                                   |                                      |

## Campionesse

### Singolare
Justine Henin ha battuto in finale  Marija Šarapova con il punteggio di 5–7, 7–5, 6–3

### Doppio
Cara Black /  Liezel Huber hanno battuto in finale  Katarina Srebotnik /  Ai Sugiyama con il punteggio di 5–7, 6–3, [10–8]